# Wiggenhall St Mary Magdalen
 (juillet 2023).
Pour l’article homonyme, voir Wiggenhall St Germans.
Wiggenhall St Mary Magdalen est une paroisse civile et un village du Norfolk, en Angleterre.